# 쿼렐리
《쿼렐리》(Querelle)는 1982년 개봉한 독일, 프랑스의 드라마 영화이다. 라이너 베르너 파스빈더가 감독과 공동각본을 맡았으며, 장 주네의 소설 Querelle de Brest 가 영화의 원작이다. 파스빈더 감독이 연출한 마지막 작품으로, 1982년 6월 약물 과남용으로 사망한 이후 개봉되었다.